# Лян Юшуай
Лян Юшуай (кит.: 梁育帅, нар. 10 вересня 2000) — китайський тхеквондист, бронзовий призер Олімпійських ігор 2024 року, чемпіон світу.

## Виступи на Олімпіадах
| Олімпіада  | Дисципліна | Місце |
| ---------- | ---------- | ----- |
| Париж 2024 | до 68 кг   | 3     |